# Lone Tree (Colorado)
Pour les articles homonymes, voir Lone Tree.
Lone Tree est une ville américaine située dans le comté de Douglas dans le Colorado.
Selon le recensement de 2010, Lone Tree compte 10 218 habitants. La municipalité s'étend sur 9,57 milles carrés (24,79 km2).

## Démographie
| 2000  | 2010   | - | - | - | - |
| ----- | ------ | - | - | - | - |
| 4 873 | 10 218 | - | - | - | - |

## Personnalités
- Gitanjali Rao (2005-), inventrice américaine, autrice, scientifique et promotrice des STIM